# Acer erosum
Acer erosum é uma espécie de árvore do gênero Acer, pertencente à família Aceraceae.